# Perham
Perham é uma cidade localizada no estado americano de Minnesota, no Condado de Otter Tail.

## Demografia
Segundo o censo americano de 2000, a sua população era de 2 559 habitantes.
Em 2006, foi estimada uma população de 2 745, um aumento de 186 (7.3%).

## Geografia
De acordo com o United States Census Bureau tem uma área de 6,8 km², dos quais 6,8 km² cobertos por terra e 0,0 km² cobertos por água. Perham localiza-se a aproximadamente 414 m acima do nível do mar.

## Localidades na vizinhança
O diagrama seguinte representa as localidades num raio de 20 km ao redor de Perham.